# Stasys Apanavičius
Stasys Apanavičius (* 16. Juli 1933; † 6. Juli 1994) war ein litauischer kommunistischer Politiker, Bürgermeister von Jonava, Partei-Funktionär von KPdSU und LKP in Sowjetlitauen.

## Leben
Von 1966 bis 1973 leitete Stasys Apanavičius sieben Jahre das Rajon Jonava. Damals war er erster Sekretär des Komitees der LKP. Danach wurde er nach Alytus versetzt. Im Rajon Alytus arbeitete er auch als erster Sekretär des Komitees der LKP.
Apanavičius war Kommunist und Mitglied der Kommunistischen Partei Litauens (LKP). Er hatte Aufgaben im Verwaltungsapparat der Partei. Apanavičius leitete eine Abteilung für Verwaltungsorgane des Zentralkomitees der LKP.

## Familie
Stasys Apanavičius war mit Genė Zablackaitė (1940–2002) verheiratet. Sie hatten fünf Kinder.